# Ernie Richardson
Ernest M. Richardson C.M. (ur. 4 sierpnia 1931 w Stoughton, Saskatchewan), kanadyjski curler, mistrz Kanady i pierwszy mistrz świata, był członkiem drużyny rodzinnej uważanej za najlepszą drużynę męską na świecie.
Ernie Richardson był kapitanem drużyny z Reginy składającej się z jego brata Garnet i kuzynów Arnolda i Wesa Richardsonów (w 1963 Wesa zastąpił Mel Perry). Zespół Richardsonów zdominował kanadyjski I światowy curling na przełomie lat 50. i 60. XX w.
Począwszy od 1959 Ernie zdobył 4 tytuły mistrza Kanady (w pięciu występach), dzięki którym reprezentował swój kraj na mistrzostwach świata, gdzie zdobywał również złote medale. Był najmłodszym kapitanem, który wygrał the Brier. Jest jedynym kapitanem na świecie, który zdobył 4 tytuły mistrza świata (były to lata 1959, 1960, 1962 i 1963). We wszystkich swoich mistrzostwach świata na 22 mecze przegrał tylko jeden (z USA, Mike Slyziuk 6:7; MŚ 1963).
Za swoje osiągnięcia w curlingu Richardson został 19 kwietnia 1978 członkiem Orderu Kanady. Wraz ze swoim bratem i kuzynami został wybrany do Saskatchewan Sports Hall of Fame, Canada’s Sports Hall of Fame (1968) i Canadian Curling Hall of Fame (1973).
Autor wielu książek poświęconym curlingowi stworzył również pierwszą na świecie profesjonalną linię odzieży do curlingu.
W 2004 stacja telewizyjna CBC stworzyła godzinny film dokumentalny poświęcony Ernestowi Richardsonowi pt. "Kings of the World: The Curling Richardsons".
Karierę curlingową zakończył w 1967 i za namową przyjaciół założył sklep oświetleniowy Richardson Lighting.